# Пол (град)
Вижте пояснителната страница за други значения на Пол.
Пол (на английски: Paul) е град в окръг Минидока, щата Айдахо, САЩ. Пол е с население от 998 жители (2000) и обща площ от 1,7 km². Намира се на 1265 m надморска височина. ЗИП кодът му е 83347, а телефонният му код е 208.